# Hayrulla Karimov
Hayrulla Karimov (Namangan, RSS de Uzbekistán, 22 de abril de 1978) es un exfutbolista de Uzbekistán que jugaba en la posición de defensa.

## Carrera

### Club
| Periodo   | Club                         | Apariciones | Goles |
| --------- | ---------------------------- | ----------- | ----- |
| 1996-2004 | Navbahor Namangan            | 93          | 11    |
| 2005-2007 | Mash'al Mubarek              | 23          | 1     |
| 2008–2016 | FC Bunyodkor                 | 144         | 3     |
| 2010      | → Nasaf Qarshi (cedido)      | 12          | 0     |
| 2016      | → Navbahor Namangan (cedido) | 10          | 0     |

### Selección nacional
Jugó para Uzbekistán en 16 ocasiones de 2007 a 2009 y participó en la Copa Asiática 2007.

## Logros
- Uzbek League (5): 1996, 2008, 2009, 2011, 2013
- Uzbek Cup (4): 1998, 2008, 2012, 2013
- Uzbekistan Supercup (2): 1999, 2013